# Tachininae
Tachininae es una subfamilia de moscas incluida en la familia Tachinidae.
Como ocurre en el resto de taxones de la familia, se trata de moscas parasitoides de otros insectos. Las hembras de Tachininae son ovo-larvíparas y depositan los huevos sobre el hospedador o, más frecuentemente, en la planta de la que se alimenta o alrededores.

## Descripción
La subfamilia Tachininae es aparentemente la menos definida, pues contiene aquellos géneros que no son claramente asignables a otras subfamilias. Sin embargo, está bien caracterizada por su edeago «tipo Tachininae» si el esclerito posterior no diferenciado (o «corto») se considera una posible autoapomorfia de la subfamilia.
El útero altamente especializado de Tachininae está densamente provisto de tráqueas, más o menos en espiral; es capaz de expandirse mucho en anchura y longitud y albergar a varios cientos de huevos membranosos dispuestos en filas alineadas regularmente. Esta característica se considera una posible sinapomorfia de Tachininae y Dexiinae, ya que el útero de Goniinae es normalmente más corto y sin forma de espiral, a pesar de que los huevos son también membranosos y se alinean de una forma similar.
Junto a la subfamilia Exoristinae, Tachininae es la más amplia en número de especies. Exoristinae es aparentemente más homogénea, con muchas especies grisáceas y negras y moderadamente hirsutas. Tachininae abarca especies morfológicamente más diversas e incluye algunas de los tachínidos más grandes, más coloridos y más hirsutos. La subfamilia incluye así mismo algunas de las especies más pequeñas y menos vistosas.

## Tribus y géneros
- Tribu Ernestiini
  - Appendicia Stein, 1924[2][5][6]
  - Cleonice Robineau-Desvoidy, 1863[2][5][6]
  - Eloceria Robineau-Desvoidy, 1863[2][5][6]
  - Ernestia Robineau-Desvoidy, 1830[2][5][6]
  - Eurithia Robineau-Desvoidy, 1844[2][5][6]
  - Fausta Robineau-Desvoidy, 1830[2][5][6]

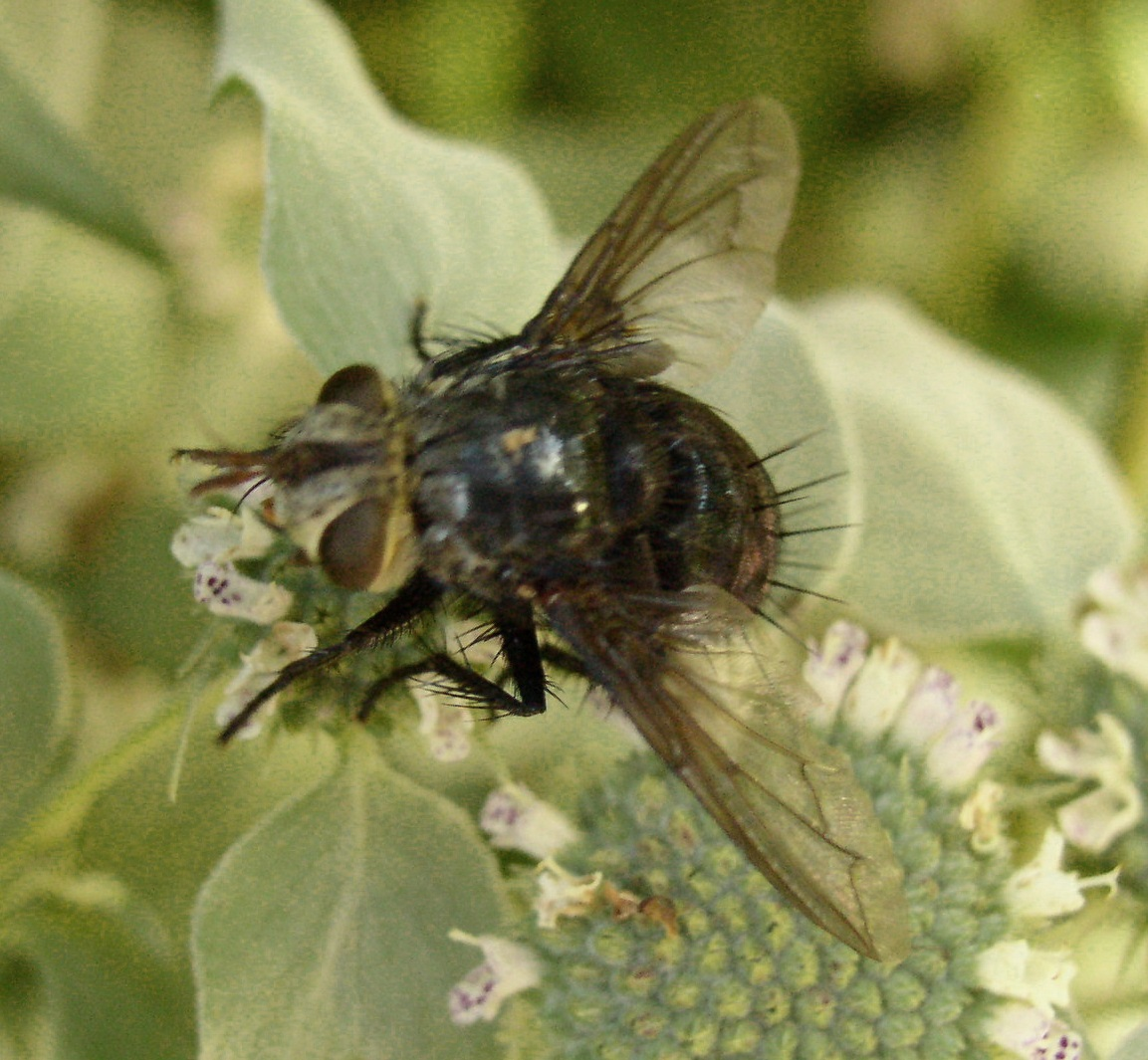
Archytas metallicus (tribu Tachinini)

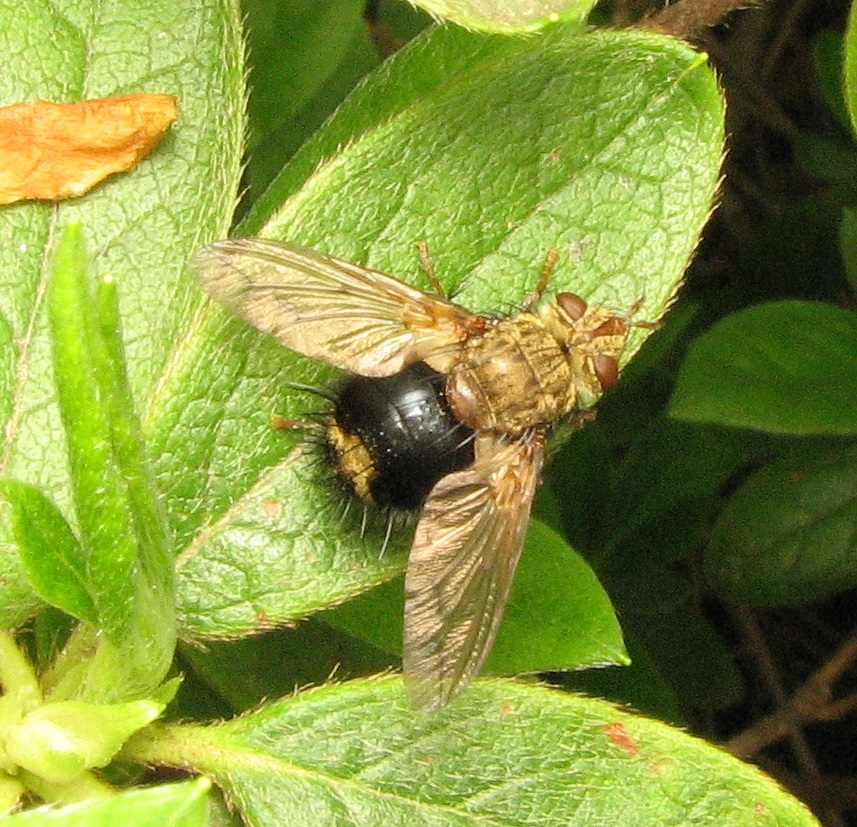
Epalpus signifer (tribu Tachinini)

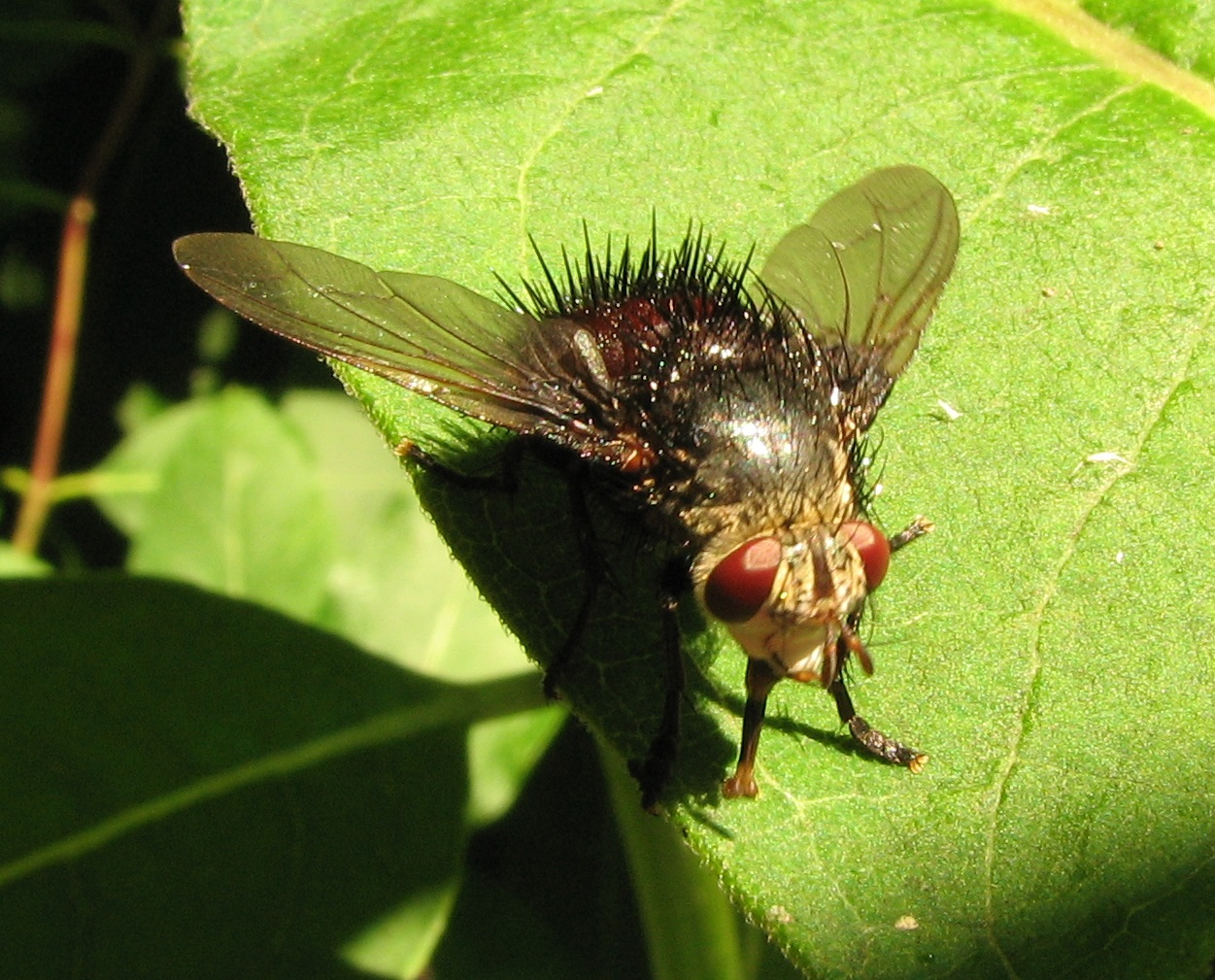
Juriniopsis adusta, hembra (tribu Tachinini)

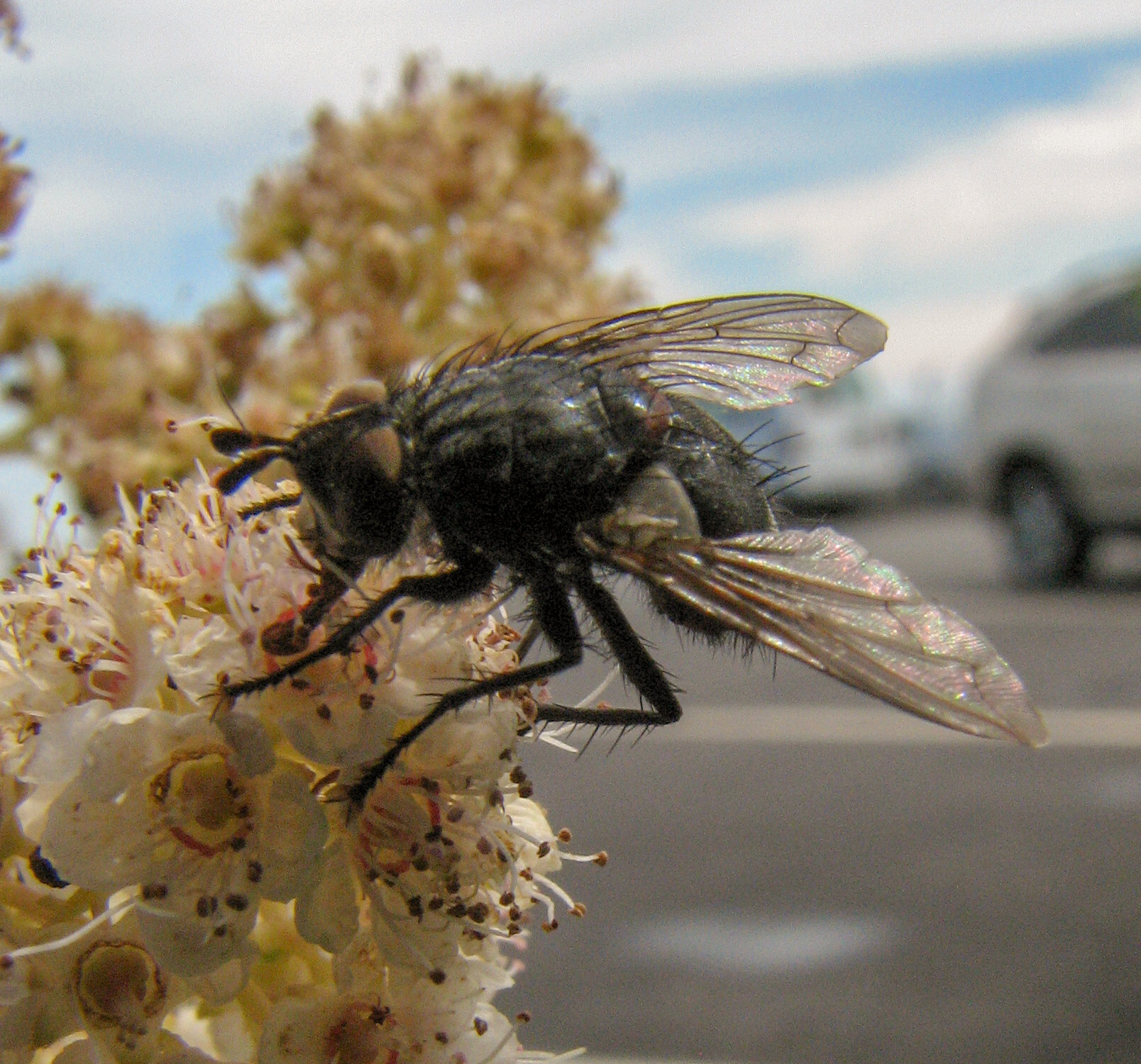
Panzeria, (tribu Ernestiini)

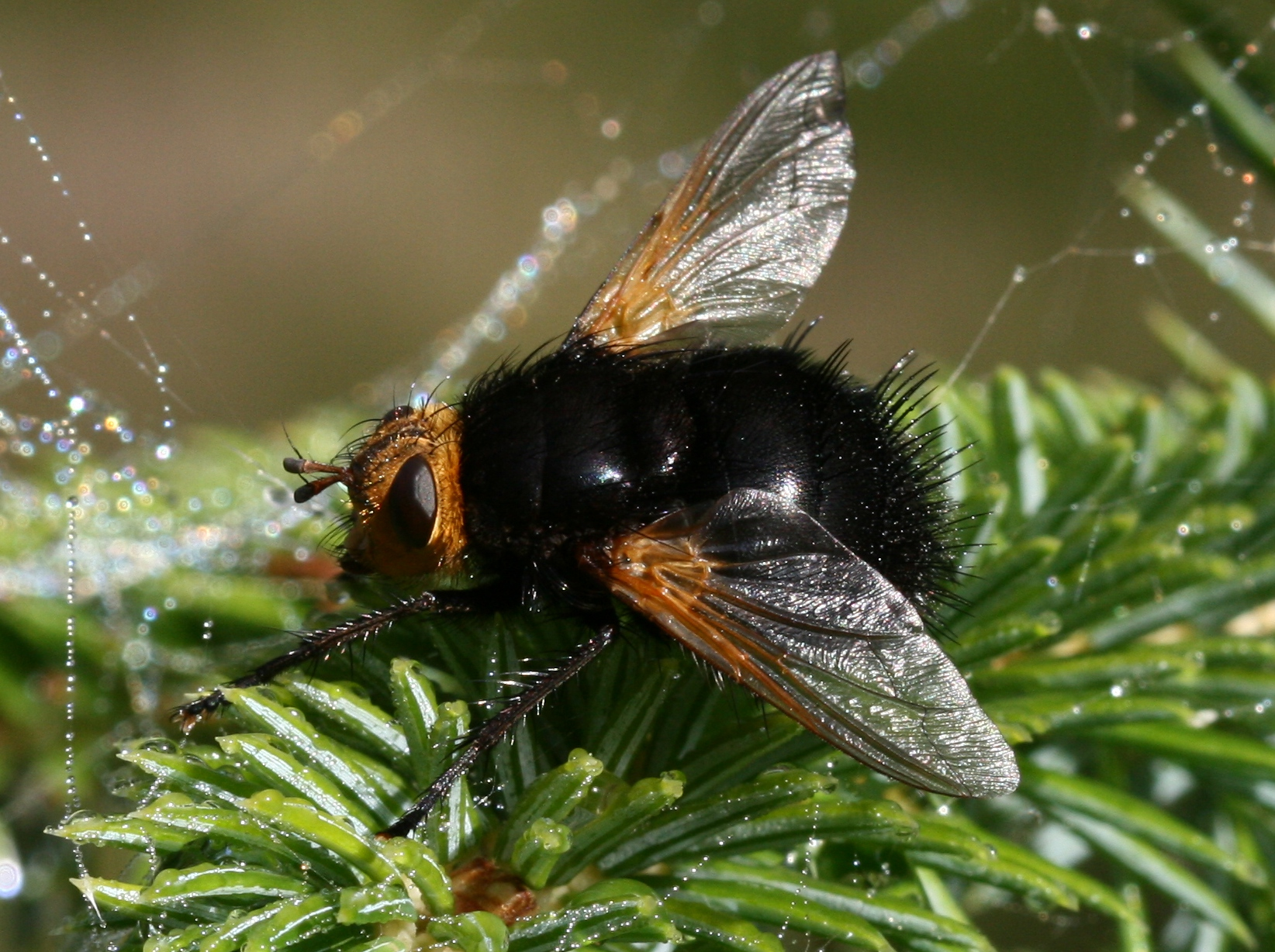
Tachina grossa

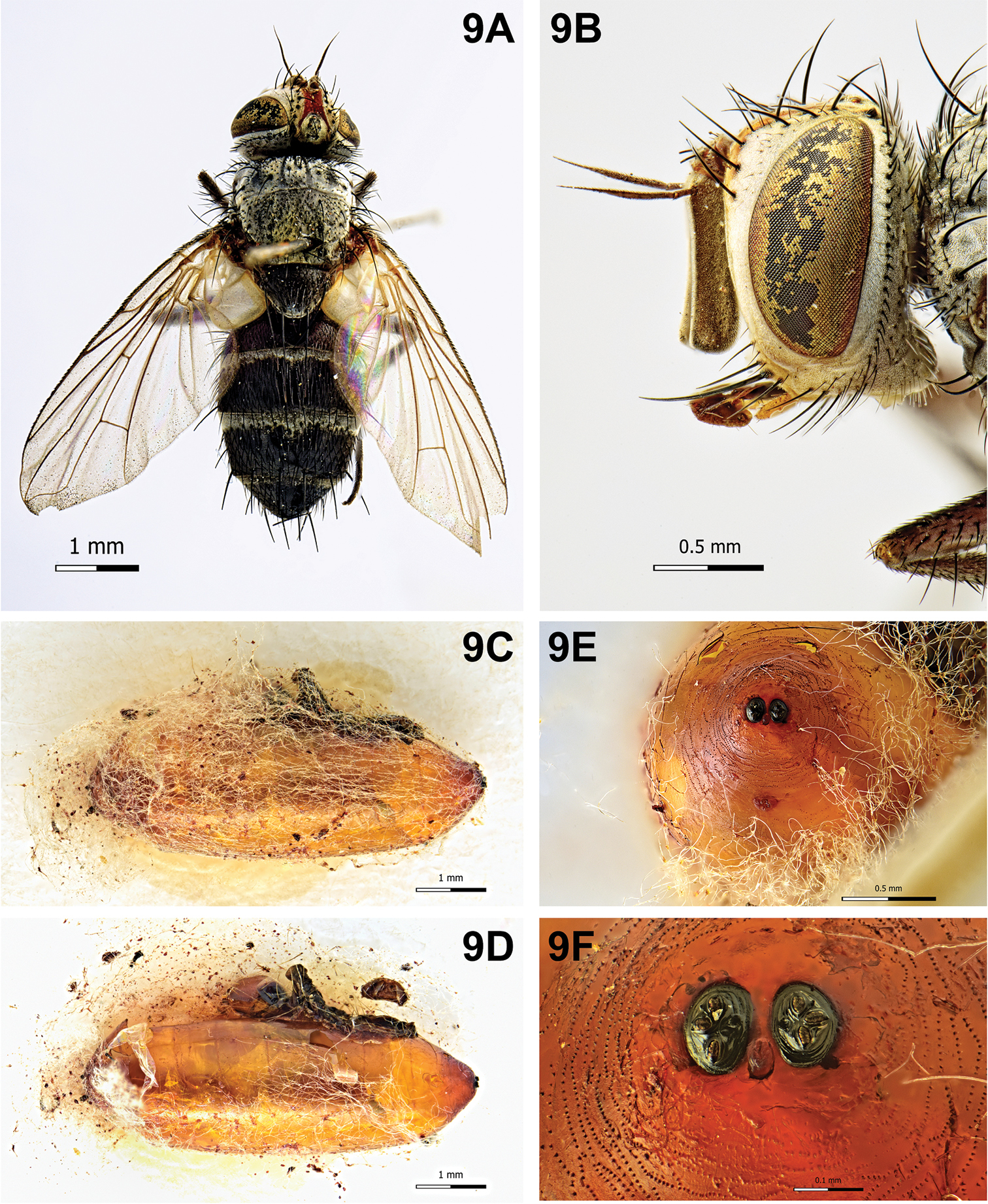
Clausicella suturata

  - Gymnocheta Robineau-Desvoidy, 1830[2][5][6]
  - Hyalurgus Brauer & Bergenstamm, 1893[2][5][6]
  - Loewia Egger, 1856[2][5][6]
  - Zophomyia Macquart, 1835[2][5][6]
- Tribu Graphogastrini
  - Graphogaster Róndani, 1868[2][5][6]
  - Phytomyptera Róndani, 1845[2][5][6]
- Tribu Leskiini
  - Aphria Robineau-Desvoidy, 1830[2][5][6]
  - Bithia Robineau-Desvoidy, 1863[2][5][6]
  - Demoticus Macquart, 1854[2][5][6]
  - Leskia Robineau-Desvoidy, 1830[2][5][6]
  - Solieria Robineau-Desvoidy, 1848[2][5][6]
- Tribu Linnaemyini
  - Chrysosomopsis Townsend, 1916[2][5][6]
  - Linnaemya Robineau-Desvoidy, 1830[2][5][6]
  - Lydina Robineau-Desvoidy, 1830[2][5][6]
  - Lypha Robineau-Desvoidy, 1830[2][5][6]
- Tribu Macquartiini
  - Anthomyiopsis Townsend, 1916[2][5][6]
  - Macquartia Robineau-Desvoidy, 1830[2][5][6]
- Tribu Microphthalmini
  - Dexiosoma Róndani, 1856[2][5][6]
- Tribu Minthoini
  - Mintho Robineau-Desvoidy, 1830[2][5][6]
- Tribu Myiotrixini[11]
  - Myiotrixa Brauer & Bergenstamm, 1893[12]
  - Obscuromyia Barraclough & O'Hara, 1998[11]
- Tribu Neaerini
  - Neaera Robineau-Desvoidy, 1830[2][5][6]
- Tribu Nemoraeini
  - Nemoraea Robineau-Desvoidy, 1830[2][5][6]
- Tribu Pelatachinini
  - Pelatachina Meade, 1894
- Tribu Siphonini[13]
  - Actia Robineau-Desvoidy, 1830[2][6][13]
  - Aphantorhaphopsis Townsend, 1926[2][6][13]
  - Ceranthia Robineau-Desvoidy, 1830[2][6][13]
  - Ceromya Robineau-Desvoidy, 1830[13]
  - Entomophaga Lioy, 1864[2][6][13]
  - Goniocera Brauer & Bergenstamm, 1891[2][6][13]
  - Peribaea Robineau-Desvoidy, 1863[2][6][13]
  - Proceromyia Mensil, 1957[8]
  - Siphona Meigen, 1803[2][5][6][13]
- Tribu Tachinini
  - Adaeudora Townsend, 1933[7]
  - Adejeania Townsend, 1913[8]
  - Archytas Jaennicke, 1867[7]
  - Chrysomikia Mesnil, 1970[8]
  - Cnephaotachina Brauer & von Bergenstamm, 1894
  - Copecrypta Townsend, 1908[7]
  - Deopalpus Townsend, 1908[7]
  - Epalpus Róndani, 1850[7]
  - Germaria Robineau-Desvoidy, 1830[2][5][6][8]
  - Hystriomyia Portschinsky, 1881[8]
  - Jurinella Brauer & von Bergenstamm, 1889[7]
  - Jurinia Robineau-Desvoidy, 1830[7]
  - Juriniopsis Townsend, 1916[7]
  - Laufferiella Villeneuve, 1929[8]
  - Mesnilisca Zimin, 1974[8]
  - Mikia Kowarz, 1885[8]
  - Nowickia Wachtl, 1894[2][5][6][8]
  - Paradejeania Brauer & von Bergenstamm, 1893[7]
  - Pararchytas Brauer & von Bergenstamm, 1895[7]
  - Parepalpus Coquillett, 1902[7]
  - Peleteria Robineau-Desvoidy, 1830[2][5][6]
  - Protodejeania Townsend, 1915[7]
  - Rhachoepalpus Townsend, 1908[7]
  - Sarromyia Pokorny, 1893[8]
  - Schineria Róndani, 1865[8]
  - Tachina Meigen, 1803[2][5][6][7][8]
  - Xanthoepalpus Townsend, 1914[7]
- Tribu Triarthriini
  - Triarthria Stephens, 1829[5][6]
  - Cucuba Richter, 2008[14]

Son parásitos de Gryllidae y Tettigoniidae y su primer estadio larval es un planidio.[cita requerida]
Las moscas adultas se caracterizan por presentar la región proesternal visiblemnente inflada, especialmente en las hembras que a menudo presentan una enorme estructura globosa. con frecuencia los ocelos están totalmente ausentes y la mayoría de las especies de la subfamilia tienen la cavidad bucal y las piezas bucales muy reducidas.
- - Ormia Robineau-Desvoidy, 1830
  - Aulacephala Macquart
  - Phasioormia Townsend
  - Therobia Brauer, 1862
  - Mediosetiger Barraclough, 1983